# 郑自兴
郑自兴（1904年—1970年11月），湖北省通山县官塘镇隐水村人。曾任山西省公安厅第一副厅长、山西省政协副主席。

## 生平
1929年参加中国工农红军，任侦察员。1930年6月加入中国共产党。
1967年患食道癌。1970年11月病逝。